# Evolução do Colégio dos Cardeais sob o pontificado de Alexandre VII
Abaixo está a evolução do colégio de cardeais durante o pontificado de Alexandre VII e a subsequente vaga vaga .

## Composição para consistório
| Consistóro                    | 1655 | 1667 |
| ----------------------------- | ---- | ---- |
| Novembro 1608                 | 1    |      |
| Dezembro 1615                 | 2    |      |
| Consistórios de Paulo V       | 3    | 0    |
| Setembro 1622                 | 1    |      |
| Consistórios de Gregório XV   | 1    | 0    |
| Outubro 1623                  | 1    | 1    |
| Janeiro 1626                  | 4    | 2    |
| Agosto 1627                   | 2    | 1    |
| Novembro 1629                 | 2    | 1    |
| Novembro 1633                 | 5    | 3    |
| Dezembro 1641                 | 9    | 3    |
| Julho 1643                    | 10   | 5    |
| Consistórios de Urbano VIII   | 33   | 16   |
| Novembro 1644                 | 2    |      |
| Março 1645                    | 5    | 4    |
| Outubro 1647                  | 6    | 2    |
| Fevereiro 1652                | 11   | 7    |
| Junho 1653                    | 1    | 1    |
| Março 1654                    | 7    | 6    |
| Consistórios de Inocêncio X   | 32   | 20   |
| Abril 1657                    |      | 7    |
| Abril 1658                    |      | 2    |
| Abril 1660                    |      | 4    |
| Janeiro 1664                  |      | 12   |
| Fevereiro 1666                |      | 4    |
| Fevereiro 1667                |      | 1    |
| Março 1667                    |      | 4    |
| Consistórios de Alexandre VII |      | 34   |
| Total                         | 69   | 70   |

## Evolução durante o pontificado
| Data                    | Evento                                                                      | Total |
| ----------------------- | --------------------------------------------------------------------------- | ----- |
| 18 de janeiro de 1655   | Abertura do Conclave de 1655                                                | 69    |
| 15 de fevereiro de 1655 | Morte do Cardeal Pier Luigi Carafa (73 anos)                                | 68    |
| 7 de abril de 1655      | Eleição papal do Cardeal Fabio Chigi com o nome de Alexandre VII            | 67    |
| 4 de maio de 1655       | Morte do Cardeal Francesco Peretti di Montalto (60 anos)                    | 66    |
| 10 de agosto de 1655    | Morte do Cardeal Alfonso de la Cueva-Benavides e Mendoza-Carrillo (81 anos) | 65    |
| 12 de outubro de 1655   | Morte do Cardeal Francesco Adriano Ceva (75 anos)                           | 64    |
| 30 de janeiro de 1656   | Morte do Cardeal Pierdonato Cesi, Jr (73 anos)                              | 63    |
| 24 de abril de 1656     | Morte do Cardeal Francesco Cherubini (71 anos)                              | 62    |
| 1º de maio de 1656      | Morte do Cardeal Domenico Cecchini (67 anos)                                | 61    |
| 3 de agosto de 1656     | Morte do Cardeal Giangiacomo Teodoro Trivulzio (59 anos)                    | 60    |
| 9 de abril de 1657      | criação de 6 Cardeais + 4 In Pectores                                       | 66    |
| 9 de abril de 1657      | Flavio Chigi                                                                | 66    |
| 9 de abril de 1657      | Camillo Melzi                                                               | 66    |
| 9 de abril de 1657      | Giulio Rospigliosi (Futuro Papa Clemente IX)                                | 66    |
| 9 de abril de 1657      | Nicola Guido di Bagno                                                       | 66    |
| 9 de abril de 1657      | Girolamo Buonvisi                                                           | 66    |
| 9 de abril de 1657      | Francesco Paolucci                                                          | 66    |
| 15 de maio de 1657      | Morte do Cardeal Francesco Angelo Rapaccioli (52 anos)                      | 65    |
| 25 de maio de 1657      | Morte do Cardeal Alessandro Bichi (60 anos)                                 | 64    |
| 28 de março de 1658     | Morte do Cardeal Marcantonio Bragadin (57 anos)                             | 63    |
| 29 de abril de 1658     | 3 Cardeais In pectore + 3 Revelação In Pectores                             | 66    |
| 29 de abril de 1658     | Scipione Pannocchieschi d'Elci                                              | 66    |
| 29 de abril de 1658     | Girolamo Farnese                                                            | 66    |
| 29 de abril de 1658     | Francesco Maria Sforza Pallavicino, S.J.                                    | 66    |
| 21 de janeiro de 1659   | Morte do Cardeal Camillo Melzi (68 anos)                                    | 65    |
| 26 de fevereiro de 1659 | Morte do Cardeal Fabrizio Savelli (51 anos)                                 | 64    |
| 4 de abril de 1659      | Morte do Cardeal Giovanni Girolamo Lomellini (52 anos)                      | 63    |
| 6 de abril de 1659      | Morte do Cardeal Luigi Capponi (76 anos)                                    | 62    |
| 14 de agosto de 1659    | Morte do Cardeal Prospero Caffarelli (67 anos)                              | 61    |
| 10 de novembro de 1659  | 1 Revelação In Pectores                                                     | 62    |
| 10 de novembro de 1659  | Antonio Bichi                                                               | 62    |
| 5 de abril de 1660      | 5 Cardeais + 3 Revelação In Pectores                                        | 70    |
| 5 de abril de 1660      | Volumnio Bandinelli                                                         | 70    |
| 5 de abril de 1660      | Odoardo Vecchiarelli                                                        | 70    |
| 5 de abril de 1660      | Giacomo Franzoni                                                            | 70    |
| 5 de abril de 1660      | Francisco Guilherme de Wartenberg                                           | 70    |
| 5 de abril de 1660      | Pietro Vidoni                                                               | 70    |
| 5 de abril de 1660      | Gregorio Barbarigo                                                          | 70    |
| 5 de abril de 1660      | Pascual de Aragón-Córdoba-Cardona e Fernández de Córdoba                    | 70    |
| 5 de abril de 1660      | Francesco Maria Mancini                                                     | 70    |
| 20 de agosto de 1660    | Morte do Cardeal João de Lugo, S.J. (76 anos)                               | 69    |
| 30 de setembro de 1660  | Morte do Cardeal Cristoforo Vidman (43 anos)                                | 68    |
| 6 de dezembro de 1660   | Morte do Cardeal Vincenzo Costaguti (48 anos)                               | 67    |
| 9 de março de 1661      | Morte do Cardeal Jules Mazarin (58 anos)                                    | 66    |
| 9 de julho de 1661      | Morte do Cardeal Francesco Paolucci (79 anos)                               | 65    |
| 10 de novembro de 1661  | Morte do Cardeal Bernardino Spada (67 anos)                                 | 64    |
| 1 de dezembro de 1661   | Morte do Cardeal Francisco Guilherme de Wartenberg (68 anos)                | 63    |
| 8 de agosto de 1662     | Morte do Cardeal Angelo Giori (76 anos)                                     | 62    |
| 22 de janeiro de 1663   | Morte do Cardeal João Carlos de Médici (51 anos)                            | 61    |
| 28 de junho de 1663     | Morte do Cardeal Giulio Cesare Sacchetti (75 anos)                          | 60    |
| 27 de agosto de 1663    | Morte do Cardeal Nicola Guido di Bagno (80 anos)                            | 59    |
| 21 de dezembro de 1663  | Morte do Cardeal Camillo Astalli (47 anos)                                  | 58    |
| 14 de janeiro de 1664   | 6 Cardeais + 6 In Pectores                                                  | 64    |
| 14 de janeiro de 1664   | Girolamo Boncompagni                                                        | 64    |
| 14 de janeiro de 1664   | Celio Piccolomini                                                           | 64    |
| 14 de janeiro de 1664   | Carlo Bonelli                                                               | 64    |
| 14 de janeiro de 1664   | Carlo Carafa della Spina                                                    | 64    |
| 14 de janeiro de 1664   | Angelo Celsi                                                                | 64    |
| 14 de janeiro de 1664   | Paolo Savelli                                                               | 64    |
| 21 de janeiro de 1665   | Morte do Cardeal Baccio Aldobrandini (60 anos)                              | 63    |
| 17 de setembro de 1665  | Morte do Cardeal Baltasar Moscoso y Sandoval (76 anos)                      | 62    |
| 17 de janeiro de 1666   | Morte do Cardeal Giacomo Corradi (63 anos)                                  | 61    |
| 8 de fevereiro de 1666  | Morte do Cardeal Marco Antonio Franciotti (76 anos)                         | 60    |
| 15 de fevereiro de 1666 | 4 Cardeais In Pectores + 6 Revelação In Pectores                            | 66    |
| 15 de fevereiro de 1666 | Alfonso Michele Litta                                                       | 66    |
| 15 de fevereiro de 1666 | Neri Corsini                                                                | 66    |
| 15 de fevereiro de 1666 | Paluzzo Paluzzi Altieri degli Albertoni                                     | 66    |
| 15 de fevereiro de 1666 | Cesare Maria Antonio Rasponi                                                | 66    |
| 15 de fevereiro de 1666 | Giannicolò Conti                                                            | 66    |
| 15 de fevereiro de 1666 | Giacomo Filippo Nini                                                        | 66    |
| 17 de junho de 1666     | Morte do Cardeal Carlos de Médici (71 anos)                                 | 65    |
| 4 de setembro de 1666   | Morte do Cardeal Girolamo Colonna (62 anos)                                 | 64    |
| 3 de novembro de 1666   | Morte do Cardeal Ascanio Filomarino (83 anos)                               | 63    |
| 16 de fevereiro de 1667 | Morte do Cardeal Vincenzo Maculani, O.P. (88 anos)                          | 62    |
| 7 de março de 1667      | 4 Cardeais + 4 Revelação In Pectores                                        | 70    |
| 7 de março de 1667      | Carlo Roberti                                                               | 70    |
| 7 de março de 1667      | Giulio Spínola                                                              | 70    |
| 7 de março de 1667      | Vitaliano Visconti                                                          | 70    |
| 7 de março de 1667      | Innico Caracciolo                                                           | 70    |
| 7 de março de 1667      | Giovanni Delfino                                                            | 70    |
| 7 de março de 1667      | Guidobald von Thun                                                          | 70    |
| 7 de março de 1667      | Luís II, Duque de Vendôme                                                   | 70    |
| 7 de março de 1667      | Luís Guilherme de Moncada, 7.º Duque de Montalto                            | 70    |
| 22 de maio de 1667      | Morte do Papa Alexandre VII (68 anos)                                       | 70    |
| 2 de junho de 1667      | Abertura do Conclave de 1667                                                | 70    |
| 5 de junho de 1667      | Morte do Cardeal Volumnio Bandinelli (69 anos)                              | 68    |
| 5 de junho de 1667      | Morte do Cardeal Pietro Sforza Pallavicino, S.J. (59 anos)                  | 68    |
| 20 de junho de 1667     | Eleição papal do Cardeal Giulio Rospigliosi com o nome de Clemente IX       | 67    |